# Oxyothespis maroccana
Oxyothespis maroccana är en bönsyrseart som beskrevs av Bolivar 1908. Oxyothespis maroccana ingår i släktet Oxyothespis och familjen Mantidae. Inga underarter finns listade i Catalogue of Life.